# Metalectra vividifer
Metalectra vividifer är en fjärilsart som beskrevs av Dyar 1916. Metalectra vividifer ingår i släktet Metalectra och familjen nattflyn. Inga underarter finns listade i Catalogue of Life.